# 呉美保
呉 美保（お みぽ、오미보、1977年3月14日 - ）は日本で活動する韓国国籍の映画監督、脚本家、CMディレクター。三重県伊賀市出身。

## 来歴
三重県伊賀市（旧上野市）生まれ。三重県立名張桔梗丘高等学校、大阪芸術大学芸術学部映像学科卒業。同期に山下敦弘、寺内康太郎、柴田剛がいる。
大学4年に在学中の1998年、CMや映像関係会社への入社を目指しての就職活動が難航する中で、ぼけが始まった祖父の記録をホームビデオで撮影した映像を大学の機材を使って編集した3分の短編『ハラブジ』が北海道・芦別で開催された大林宣彦主宰の映画祭「星の降る里芦別映画学校」で審査員賞を受賞。パーティー会場で大林に「映画の現場を見せてください」と直訴し、大学卒業後に大林を頼って上京する。
1999年、大林宣彦の事務所「PSC」に助監督見習いとして入社し、映画界入り。後にスクリプターとして撮影現場で大林の演出を目の当たりにすることで、映画監督という職業に強い関心を持ち始める。映画制作に携わるかたわらで、自ら監督した短編映画『湯布院源流太鼓』で2001年長岡アジア映画祭第3回長岡インディーズムービーコンペティションにてグランプリを受賞。3作目の短編映画『め』で2002年のショートショートフィルムフェスティバルに入選。第二作『ハルモニ』で2003年東京国際ファンタスティック映画祭デジタルショート600秒にて最優秀賞受賞。
2004年よりPSCを退社しフリーのスクリプターとして活動する傍らで執筆した初の長編脚本『ヨモヤマブルース』が2005年サンダンス・NHK国際映像作家賞を受賞。翌2006年に『酒井家のしあわせ』と改題して出身地の伊賀市をロケ地に映像化し、映画監督としてデビューを飾る。また、同脚本をもとに執筆した小説『酒井家のしあわせ』により小説家としてもデビュー。2010年には脚本・監督を手がけた2作目の長編映画『オカンの嫁入り』で新藤兼人賞金賞を受賞。2014年には3作目の長編映画『そこのみにて光輝く』で第38回モントリオール世界映画祭ワールド・コンペティション部門にて最優秀監督賞を受賞するなど国内外の各賞を受賞、また第87回アカデミー賞外国語映画賞部門への出品作品にも選出される。2015年には4作目となる長編映画『きみはいい子』が公開された。
2008年からはCMディレクターとしても活動し、堀北真希が主演する2013年、2014年の東京メトロの企業CM「Color your days.」など多くのCM作品を手がけている。
私生活では、自身が演出を手がけたCMで知り合った1歳年上の広告代理店のCMプランナーと2014年12月3日に結婚。2015年5月29日に第1子となる男児を出産した。

## 人物
在日韓国人3世。韓国語は話せない。実家は伊賀市で焼肉店を営む。高校までは通名（日本名）を名乗っていたが、人権教育を担当していた名張桔梗丘高校の恩師の勧めにより、高校卒業後は本名を名乗るようになる。
2015年2月、ブルーリボン賞授賞式時に、妊娠7か月であることと39歳の一般男性と結婚したことを明らかにした。

## 作品

### 映画
- 告別（2001年、スクリプター）
- なごり雪（2002年、スクリプター）
- ハルモニ（2003年、監督）
- 酒井家のしあわせ（2006年、原作・脚本・監督）
- ハチミツドロップス（2009年、脚本）
- DOR＠MO THE MOVIE「I Love You」（2009年、監督）
- オカンの嫁入り（2010年、脚本・監督）
- サビ男サビ女（2011年、「くれえむないと!」監督）
- そこのみにて光輝く（2014年、監督）※第88回キネマ旬報ベスト・テン 1位
- きみはいい子（2015年、監督）※第89回キネマ旬報ベスト・テン 10位
- ぼくが生きてる、ふたつの世界（2024年、監督）※第９８回キネマ旬報ベスト・テン ６位

### 短編映画
- めでたいヤツららら〜豊岡市PR映画〜（2012年、監督）
- 私の一週間（2023年、監督）※「私たちの声」中の一篇[16]

### テレビドラマ
- DRAMATIC-J「ノンノンフィクション」（2008年、関西テレビ、共同脚本・監督）
- Friend-Ship Project〜君が教えてくれた夢〜（2011年、テレビ東京、脚本・監督）
- 青春アルゴリズム（2012年12月24日、テレビ東京、監督）

### WEBドラマ
- ケータイ音楽ドラマ DOR@MO『SunSet Swish「I Love You」』（共同脚本・監督）
- 東京ガス「東京ガスストーリー」（脚本・監督）
- エレクトロラックス「Café Scandinavia 」（脚本・監督）

### ドキュメンタリー
- 椿山課長の七日間（メイキングディレクター）
- ラストラブ（メイキングディレクター）

### ミュージック・ビデオ
- 菅田将暉「虹」（2020年）

### CM
- KUMON「KUMON2008」
- 四国電力「事業紹介/電気・暮らし」
- 丸美屋
  - ソフトふりかけ/さけ・ちりめん山椒・「のりたま」
  - 釜めしの素 「がんばれる理由」（2017年）
- Google「未来のためのQ＆A」
- Meiji Seika ファルマ 企業（2011年）
- エレクトロラックス Cafe Scandinavia（2011年、2012年） WEBムービー・CM
- ライオン 企業 「歯ぶらし家族」（2011年）
- シマンテック たいせつなもの 「愛情」「夢」「喜び」（2011年） WEBムービー・CM
- ボルテージ ベツカレ 「シンデレラ」「怪盗」（2012年）
- 花王 アタックNeo25周年 「365日の喜び・アタックNeo」（2012年）
- マクドナルド 朝マック 「早起きの女の子」（2013年）
- T&H SWEET DAYS（2013年） WEBムービー
- 積水ハウス 企業 「父の後悔」「子供の世界」（2013年）
- 東京メトロ 企業 「Color your days.」（2013年、2014年）[8]
- マイナビ マイナビ看護師 「二人三脚」（2014年）
- 三基商事 ミキプルーン 「謎とき」「ミキアスプリプラス」（2014年）
- イオン イオンリカー 「妻のヒミツ」「夫のヒミツ」（2014年）
- アサヒ飲料 三ツ矢サイダー/フルーツサイダー（2015年）

## 書籍
- 酒井家のしあわせ（2006年、竹書房文庫、ISBN 9784812429372）

## 受賞歴
- 2005年サンダンス・NHK国際映像作家賞（『酒井家のしあわせ』）
- 新藤兼人賞2010 金賞（『オカンの嫁入り』）[17]
- 第38回モントリオール世界映画祭 最優秀監督賞（『そこのみにて光輝く』）
- 第88回キネマ旬報ベスト・テン 監督賞（2014年、『そこのみにて光輝く』）[18]
- 第69回毎日映画コンクール 監督賞（『そこのみにて光輝く』）[19]
- 第57回ブルーリボン賞 監督賞（『そこのみにて光輝く』）[20]
- 平成26年度芸術選奨文部科学大臣新人賞（『そこのみにて光輝く』）
- 第24回日本映画批評家大賞 監督賞（『そこのみにて光輝く』）
- 第29回高崎映画祭 最優秀監督賞（『そこのみにて光輝く』）
- 第10回おおさかシネマフェスティバル 監督賞（『そこのみにて光輝く』）
- 第24回東京スポーツ映画大賞 監督賞（『そこのみに光輝く』）
- 東京国際ファンタスティック映画祭デジタルショート600秒最優秀賞受賞（『ハルモニ』）
- 第16回TAMA映画賞 特別賞（『ぼくが生きてる、ふたつの世界』）[21]
- 第34回日本映画プロフェッショナル大賞 監督賞（『ぼくが生きてる、ふたつの世界』） [22]